# Pittsburgh Condors 1970-1971
La stagione 1970-71 dei Pittsburgh Condors fu la 4ª nella ABA per la franchigia.
I Pittsburgh Condors arrivarono quinti nella Eastern Division con un record di 36-48, non qualificandosi per i play-off.

## Roster
| N°    | Naz.                   | Ruolo | Sportivo         | Anno | Alt. | Peso |
| ----- | ---------------------- | ----- | ---------------- | ---- | ---- | ---- |
|       | Stati Uniti (bandiera) | G     | Harry Laurie     | 1944 | 185  | 81   |
|       | Stati Uniti (bandiera) | G     | Chuck Williams   | 1946 | 188  | 79   |
| 10-44 | Stati Uniti (bandiera) | G     | Charlie Williams | 1943 | 183  | 75   |
| 12    | Stati Uniti (bandiera) | A     | Joe Kennedy      | 1947 | 198  | 95   |
| 13    | Stati Uniti (bandiera) | AC    | Stew Johnson     | 1944 | 203  | 100  |
| 14    | Stati Uniti (bandiera) | GA    | Hubie White      | 1940 | 193  | 93   |
| 14    | Stati Uniti (bandiera) | G     | Jimmy Wilson     | 1948 | 178  | 79   |
| 15    | Stati Uniti (bandiera) | C     | Rich Johnson     | 1946 | 201  | 95   |
| 15    | Stati Uniti (bandiera) | C     | Ken Spain        | 1946 | 206  | 102  |
| 21    | Stati Uniti (bandiera) | A     | Charles Hentz    | 1947 | 196  | 95   |
| 22    | Stati Uniti (bandiera) | C     | Walker Banks     | 1947 | 208  | 93   |
| 22    | Stati Uniti (bandiera) | G     | Arvesta Kelly    | 1945 | 188  | 79   |
| 23-40 | Stati Uniti (bandiera) | GA    | John Brisker     | 1947 | 196  | 95   |
| 23    | Stati Uniti (bandiera) | G     | Skeeter Swift    | 1946 | 191  | 93   |
| 24    | Stati Uniti (bandiera) | AC    | Mike Lewis       | 1946 | 203  | 102  |
| 25    | Stati Uniti (bandiera) | G     | George Thompson  | 1947 | 188  | 91   |
| 32    | Stati Uniti (bandiera) | G     | Sam Watts        | 1948 | 191  | 84   |
| 33    | Stati Uniti (bandiera) | AC    | Dave Lattin      | 1943 | 198  | 102  |

## Staff tecnico
- Allenatore: Jack McMahon